# Biblioteca comunale di Polistena
La Biblioteca comunale di Polistena, spesso chiamata semplicemente Biblioteca comunale nacque nel 1986 per custodire i numerosi manoscritti e libri posseduti dal comune di Polistena.

## Storia
La biblioteca venne aperta nel giugno 1969 nei locali del vecchio Teatro Comunale. Nel 1986, per usufruire di un maggiore spazio,  fu trasferita al primo piano del Palazzo Municipale dove si trova tuttora. A conclusione dei lavori di restauro, la biblioteca e il Museo Civico verranno spostati nel Palazzo Sigillò.

## Settori
La biblioteca  conserva, oltre ai circa 60.000 volumi ed opuscoli, tre fondi archivistici ed un'emeroteca che comprende 12 quotidiani nazionali e 5 calabresi; 109 periodici nazionali e 48 calabresi in corso oltre 283 periodici nazionali e 249 calabresi non in corso, per un totale complessivo di 689 testate. Il numero orientativo dei fascicoli è di oltre 150.000.
La biblioteca dispone, oltre ai settori riguardanti le opere di carattere enciclopedico (Tra i più importanti troviamo quelli riguardanti la “Narrativa” e la “Poesia”  sia italiana che straniera) anche un settore che riguarda esclusivamente il meridione, in particolare la Calabria. La Biblioteca ha infatti rivolto particolare attenzione ai problemi della storia calabrese come il brigantaggio, l'emigrazione, la mafia, la 'ndrangheta, la camorra e la droga.

## Donazioni
Tra le numerose donazioni ricordiamo quella del senatore Girolamo Tripodi e quella del duca Riario Sforza. Il primo donò la raccolta degli Atti Parlamentari di 4 legislature e il secondo un fondo archivistico appartenente alla famiglia Milano. Questo fondo comprende 50 pergamene e oltre 1800 unità cartacee riguardanti la storia economica e feudale dei comuni sotto il dominio dei Milano (Polistena, San Giorgio, Melicucco, Galatro, Plaesano, Ardore, Bombile, San Nicola, Siderno, Scudieri e molti altri). La biblioteca conserva inoltre altri due fondi archivistici appartenuti alle famiglie Rodinò di Miglione e Avati.
La biblioteca si è anche occupata di recuperare e restaurare il numeroso materiale archeologico presente nel territorio creando così un vero e proprio Museo Civico.

## Personale e orari di apertura
| Giorno    | Orario mattina | Orario pomeriggio |
| --------- | -------------- | ----------------- |
| Lunedì    | 8.00-14.00     | chiusa            |
| Martedì   | 8.00-14.00     | 15.00-17.00       |
| Mercoledì | 8.00-14.00     | chiusa            |
| Giovedì   | 8.00-14.00     | 15.00-17.00       |
| Venerdì   | 8.00-14.00     | chiusa            |

Il personale della biblioteca è composto stabilmente dal direttore Giovanni Russo, da un collaboratore part-time, da 6 operatori del Servizio Civile Nazionale e da 3 operatrici di Bibliopiana.
La Biblioteca è aperta al pubblico dal lunedì al venerdì dalle ore 8:00 alle 14:00. Da poco tempo, è aperta di pomeriggio anche di martedì e giovedì, dalle ore 15:00 alle 17:00.